# Cacatua crestagroga
La cacatua crestagroga o cacatua de cresta groga (Cacatua galerita) és una espècie d'ocell de la família dels cacatuids (Cacatuidae) que habita boscos, sabanes, pantans i terres de conreu de les illes Aru, Nova Guinea, nord, est i sud-est d'Austràlia i Tasmània.